# 堀親賢
堀 親賢（ほり ちかかた）は、信濃飯田藩の第4代藩主。信濃飯田藩堀家5代。

## 生涯
貞享元年（1684年）8月12日、旗本堀親興（初代藩主堀親昌の弟・親智の子）の長男として江戸に生まれる。
元禄10年（1697年）に先代藩主の堀親常が嗣子なくして死去したため、その養嗣子となって跡を継ぎ、2万石を相続した。親賢の相続を支援したのは5代将軍徳川綱吉の御側御用人柳沢吉保だった。
元禄11年（1698年）ないしその翌年、「牛之助騒動」と呼ばれる事件が起きた。藩の用人である牛之助が親賢の世話で殿中の女中と結ばれ、その礼のために牛之助が登城した折、親賢の側室は髪を結っている最中であった。そのときに鏡越しに微笑みあった2人を見て、親賢は牛之助と側室が密通していると誤解し、別の家臣に命じて牛之助を殺害してしまい、その報を受けた牛之助の母は恨みのあまり狂死したというものである。
元禄12年（1699年）5月、家臣の堀宇右衛門ら50人が暇を願い家中から去った。
元禄15年（1702年）には苗木藩主の遠山友春と共に丹羽氏音の移封に伴い岩村城受取役を務めた。
宝永4年（1707年）、飯田で大地震（宝永地震）が発生、その翌月には富士山大爆発（宝永大噴火）による地震と降灰に見まわれた。
正徳5年（1715年）6月には「正徳のひつじ満水」と呼ばれる天竜川の大洪水が発生し、約4割の田畑を失うという大きな被害を受け、藩財政は破綻した。このような中で同年7月、大坂御加番に任じられ勤め始めた矢先の11月28日に中風が原因で死去した。享年32。跡を長男の親庸が継いだ。

## 系譜
父母
- 堀親興（実父）
- 松雪院 - 側室（実母）
- 堀親常（養父）

正室
- 春台院 - 津軽信政の娘

側室
- 貞松院 - 村井伊右衛門の娘
- 自涼院 - 井上甚五左衛門の娘

子女
- 堀親庸（長男） 生母は貞松院
- 堀親蔵（次男） 生母は自涼院
- 片桐満紀正室
- 有馬氏久正室